# Michelfeld
Michelfeld è un comune tedesco di 3 874 abitanti,, situato nel land del Baden-Württemberg.